# 本別町

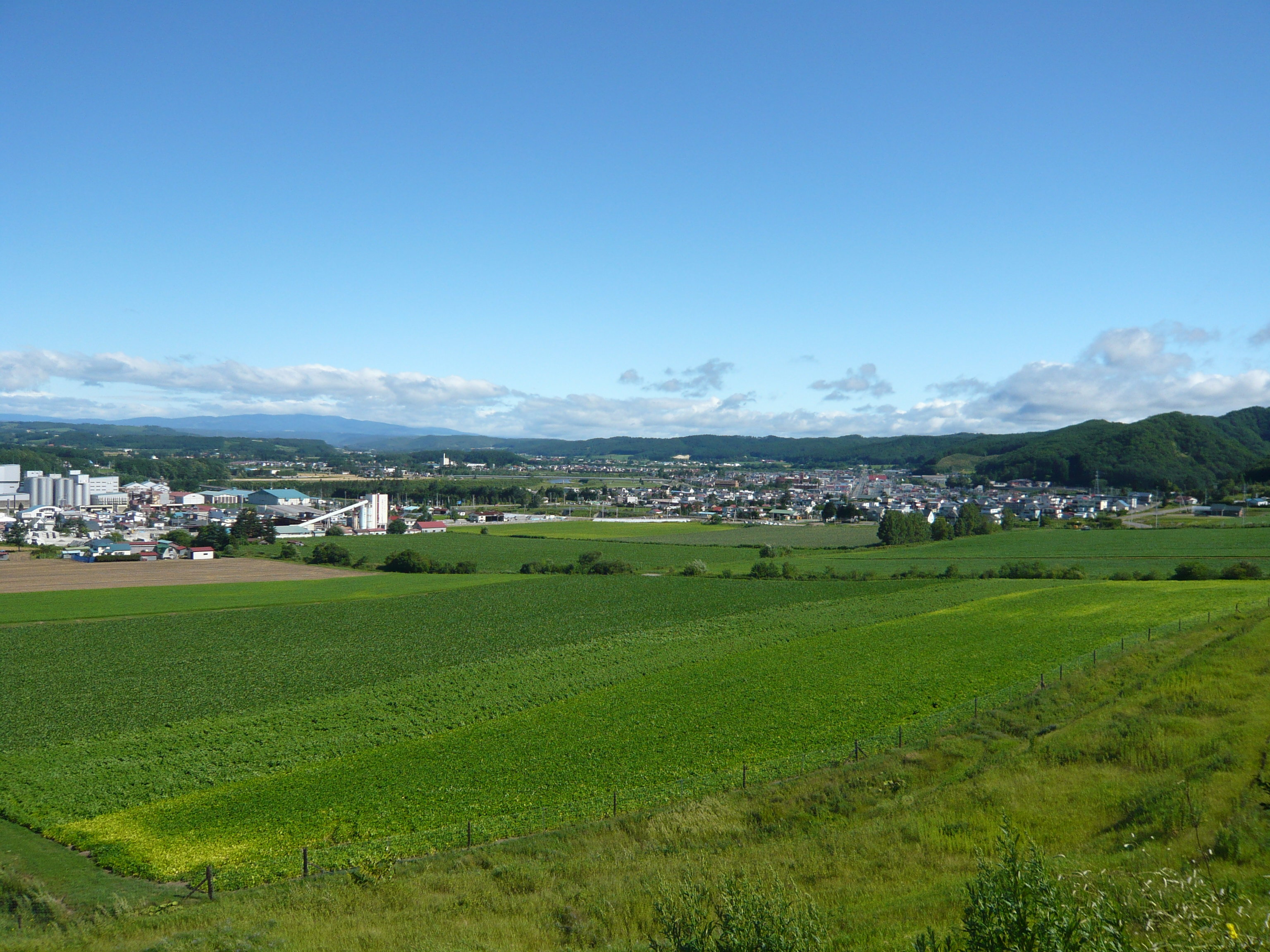
本別町市街地。奥の集落が本別町の中心部である

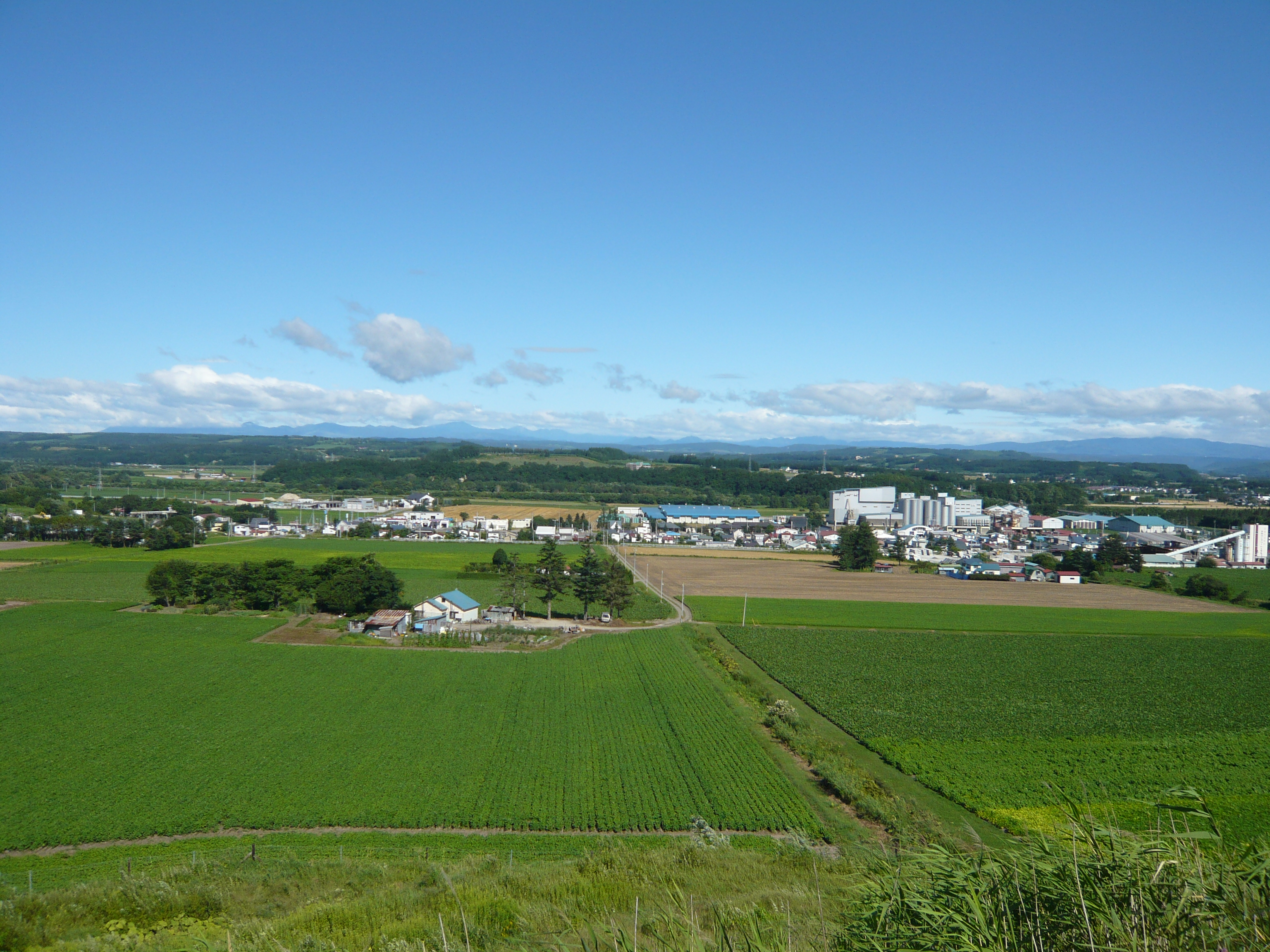
本別町市街地南部

本別町（ほんべつちょう）は、北海道十勝総合振興局管内の中川郡にある町。

## 町名の由来
町内を流れる本別川のアイヌ語名「ポンペッ（pon-pet）」（小さい・川）から。

## 地理
十勝総合振興局北東部の内陸に位置する。町域中央を利別川が南北に貫流し、東西の丘陵から支流を集めている。町の南部、美里別川が利別川に合流する地点に盆地状の小平野が広がっており、ここに中心市街がある。
帯広市と北見市を結ぶ道路と、十勝平野北部を東西に結ぶ道路の交差する地点にあり、交通の要衝ともなっている。道東自動車道は本別町内にジャンクションを設置しており、ここで北見方面と釧路方面に分岐する。
気候は内陸性で冬の寒さは厳しいが、積雪は比較的少ない。晴天日数が多く畑作に向く。
- 山: ウコタキヌプリ山
- 河川: 利別川、美里別川、本別川
- 湖沼:

### 隣接している自治体
- 十勝総合振興局
  - 中川郡：池田町
  - 足寄郡：足寄町
  - 十勝郡：浦幌町
  - 河東郡：士幌町、上士幌町
- 釧路総合振興局
  - 白糠郡：白糠町

### 人口
1921年（大正10年）4月1日に西足寄村を分村した当時の町の人口は7,985人で、1959年（昭和34年）に住民基本台帳の人口が18,858人に達したあとは減少している。
| |                                        |  |
| 本別町と全国の年齢別人口分布（2005年） | 本別町の年齢・男女別人口分布（2005年） |  |
| ■紫色 ― 本別町 ■緑色 ― 日本全国 | ■青色 ― 男性 ■赤色 ― 女性              |  |
| 本別町（に相当する地域）の人口の推移 \| 1970年（昭和45年） \| 14,804人 \| \| \| 1975年（昭和50年） \| 13,769人 \| \| \| 1980年（昭和55年） \| 13,253人 \| \| \| 1985年（昭和60年） \| 12,534人 \| \| \| 1990年（平成2年） \| 11,484人 \| \| \| 1995年（平成7年） \| 10,336人 \| \| \| 2000年（平成12年） \| 10,021人 \| \| \| 2005年（平成17年） \| 9,072人 \| \| \| 2010年（平成22年） \| 8,276人 \| \| \| 2015年（平成27年） \| 7,358人 \| \| \| 2020年（令和2年） \| 6,618人 \| \| |                                        |  |
| 総務省統計局 国勢調査より |                                        |  |
| 1970年（昭和45年） | 14,804人                               |  |
| 1975年（昭和50年） | 13,769人                               |  |
| 1980年（昭和55年） | 13,253人                               |  |
| 1985年（昭和60年） | 12,534人                               |  |
| 1990年（平成2年） | 11,484人                               |  |
| 1995年（平成7年） | 10,336人                               |  |
| 2000年（平成12年） | 10,021人                               |  |
| 2005年（平成17年） | 9,072人                                |  |
| 2010年（平成22年） | 8,276人                                |  |
| 2015年（平成27年） | 7,358人                                |  |
| 2020年（令和2年） | 6,618人                                |  |

## 気候
ケッペンの気候区分によると、本別町は湿潤大陸性気候に属する。寒暖の差が大きく気温の年較差、日較差が大きい顕著な大陸性気候である。降雪量が多く、豪雪地帯に指定されている。冬季は-25℃を下回る気温が観測されることが珍しくなく、寒さが厳しい。
| 本別（1991年 - 2020年）の気候      | 本別（1991年 - 2020年）の気候 | 本別（1991年 - 2020年）の気候 | 本別（1991年 - 2020年）の気候 | 本別（1991年 - 2020年）の気候 | 本別（1991年 - 2020年）の気候 | 本別（1991年 - 2020年）の気候 | 本別（1991年 - 2020年）の気候 | 本別（1991年 - 2020年）の気候 | 本別（1991年 - 2020年）の気候 | 本別（1991年 - 2020年）の気候 | 本別（1991年 - 2020年）の気候 | 本別（1991年 - 2020年）の気候 | 本別（1991年 - 2020年）の気候 |
| 月                                 | 1月                           | 2月                           | 3月                           | 4月                           | 5月                           | 6月                           | 7月                           | 8月                           | 9月                           | 10月                          | 11月                          | 12月                          | 年                            |
| ---------------------------------- | ----------------------------- | ----------------------------- | ----------------------------- | ----------------------------- | ----------------------------- | ----------------------------- | ----------------------------- | ----------------------------- | ----------------------------- | ----------------------------- | ----------------------------- | ----------------------------- | ----------------------------- |
| 最高気温記録 °C （°F）             | 7.4 (45.3)                    | 14.4 (57.9)                   | 18.2 (64.8)                   | 30.9 (87.6)                   | 37.2 (99)                     | 35.6 (96.1)                   | 37.1 (98.8)                   | 36.3 (97.3)                   | 33.7 (92.7)                   | 29.1 (84.4)                   | 21.1 (70)                     | 14.7 (58.5)                   | 37.2 (99)                     |
| 平均最高気温 °C （°F）             | −1.5 (29.3)                   | −0.3 (31.5)                   | 4.5 (40.1)                    | 11.9 (53.4)                   | 18.0 (64.4)                   | 21.4 (70.5)                   | 24.5 (76.1)                   | 25.4 (77.7)                   | 21.9 (71.4)                   | 15.8 (60.4)                   | 8.2 (46.8)                    | 0.7 (33.3)                    | 12.6 (54.7)                   |
| 日平均気温 °C （°F）               | −8.9 (16)                     | −7.3 (18.9)                   | −1.1 (30)                     | 5.4 (41.7)                    | 11.2 (52.2)                   | 15.2 (59.4)                   | 18.9 (66)                     | 20.0 (68)                     | 16.2 (61.2)                   | 9.4 (48.9)                    | 2.4 (36.3)                    | −5.5 (22.1)                   | 6.3 (43.3)                    |
| 平均最低気温 °C （°F）             | −16.1 (3)                     | −14.9 (5.2)                   | −6.9 (19.6)                   | −0.5 (31.1)                   | 5.1 (41.2)                    | 10.2 (50.4)                   | 14.6 (58.3)                   | 15.9 (60.6)                   | 11.5 (52.7)                   | 3.7 (38.7)                    | −2.7 (27.1)                   | −11.7 (10.9)                  | 0.7 (33.3)                    |
| 最低気温記録 °C （°F）             | −29.1 (−20.4)                 | −27.4 (−17.3)                 | −24.8 (−12.6)                 | −12.4 (9.7)                   | −4.3 (24.3)                   | −0.4 (31.3)                   | 4.9 (40.8)                    | 5.3 (41.5)                    | 0.3 (32.5)                    | −6.3 (20.7)                   | −17.8 (0)                     | −26.8 (−16.2)                 | −29.1 (−20.4)                 |
| 降水量 mm （inch）                 | 29.2 (1.15)                   | 18.9 (0.744)                  | 32.4 (1.276)                  | 54.2 (2.134)                  | 78.4 (3.087)                  | 67.0 (2.638)                  | 100.1 (3.941)                 | 132.4 (5.213)                 | 118.0 (4.646)                 | 79.4 (3.126)                  | 42.9 (1.689)                  | 37.5 (1.476)                  | 790.6 (31.126)                |
| 降雪量 cm （inch）                 | 67 (26.4)                     | 56 (22)                       | 59 (23.2)                     | 15 (5.9)                      | 1 (0.4)                       | 0 (0)                         | 0 (0)                         | 0 (0)                         | 0 (0)                         | 0 (0)                         | 12 (4.7)                      | 65 (25.6)                     | 276 (108.7)                   |
| 平均降水日数 （≥1.0 mm）           | 4.7                           | 4.2                           | 5.8                           | 8.3                           | 9.8                           | 9.2                           | 10.0                          | 10.9                          | 10.1                          | 8.3                           | 7.1                           | 6.2                           | 94.6                          |
| 平均月間日照時間                   | 177.2                         | 178.5                         | 206.5                         | 185.3                         | 177.6                         | 150.2                         | 125.6                         | 127.5                         | 140.6                         | 164.1                         | 160.1                         | 161.9                         | 1,954.9                       |
| 出典1：Japan Meteorological Agency |                               |                               |                               |                               |                               |                               |                               |                               |                               |                               |                               |                               |                               |
| 出典2：気象庁                      |                               |                               |                               |                               |                               |                               |                               |                               |                               |                               |                               |                               |                               |

## 歴史
- 1915年（大正4年）4月1日 本別村、嫌侶村（きろろ）、負箙村（おふいぴら）、幌蓋村（ほろけなし）、勇足村、押帯村（おしょっぷ）が合併。本別村となる。
- 1921年（大正10年）4月1日 西足寄村（1950年4月1日から西足寄町、現・足寄町）を分村。
- 1933年（昭和8年）5月1日 町に昇格、本別町となる。
- 1974年（昭和49年） - 1976年（昭和51年） 町内の大字を行政字とした上で、以下のように再編。
  - 本別村 → 北1 - 8丁目、南1 - 4丁目、朝日町、錦町、東町、緑町、柳町、栄町、新町、山手町、坂下町、向陽町、柏木町、弥生町、上本別（以上1974年）

東本別、仙美里、仙美里元町、西仙美里、美里別、共栄（以上1975年）
美蘭別、西美里別（以上1976年）
  - 嫌侶村 → 南1 - 4丁目（1974年）、共栄（1975年）
  - 負箙村 → 西勇足、美蘭別、西美里別（1976年）
  - 幌蓋村 → 勇足、勇足元町（1975年）
  - 勇足村 → 勇足元町（1975年）、西勇足、美蘭別、西美里別（1976年）
  - 押帯村 → 押帯、西勇足、美蘭別（1976年）
- 2003年（平成15年）6月8日 - 道東自動車道池田IC-本別JCT-本別IC/足寄IC間開通。
- 2009年（平成21年）4月26日 - 道の駅ステラ★ほんべつオープン。
- 2009年（平成21年）11月21日 - 道東自動車道本別IC - 浦幌IC間開通。

## 行政
- 町長：佐々木基裕

### 歴代首長
| 代               | 氏名             | 就任日                | 備考             |                  |
| 本別村長（官選） | 本別村長（官選） | 本別村長（官選）      | 本別村長（官選） | 本別村長（官選） |
| ---------------- | ---------------- | --------------------- | ---------------- | ---------------- |
| 初               | 小林六郎         | 1915年（大正4年）3月  | 1期              |                  |
| 2                | 佐藤松治         | 1917年（大正6年）4月  | 1期              |                  |
| 3-4              | 天野剛           | 1919年（大正8年）6月  | 2期              |                  |
| 5                | 幕内小太郎       | 1927年（昭和2年）6月  | 1期              |                  |
| 6                | 荒深四郎         | 1931年（昭和6年）3月  | 1期              |                  |
| 本別町長（官選） |                  |                       |                  |                  |
| 初-2             | 荒深四郎         | 1933年（昭和8年）5月  | 2期              |                  |
| 3                | 大橋佐七         | 1936年（昭和11年）3月 | 1期              |                  |
| 4                | 藤田松之助       | 1940年（昭和15年）4月 | 1期              |                  |
| 5                | 荒深四郎         | 1944年（昭和19年）5月 | 1期              |                  |
| 本別町長（公選） |                  |                       |                  |                  |
| 6                | 倉崎克己         | 1947年（昭和22年）4月 | 1期              |                  |
| 7                | 鈴木忠男         | 1951年（昭和26年）4月 | 1期              |                  |
| 8                | 小池清治         | 1955年（昭和30年）5月 | 1期              |                  |
| 9                | 矢野貞治         | 1959年（昭和34年）5月 | 1期              |                  |
| 10               | 岡崎克雄         | 1962年（昭和37年）5月 | 1期              |                  |
| 11-13            | 水元孝夫         | 1966年（昭和41年）5月 | 3期              |                  |
| 14-16            | 矢野幸雄         | 1978年（昭和53年）5月 | 3期              |                  |
| 17-18            | 鎌田照三         | 1989年（平成元年）9月 | 2期              |                  |
| 19-24            | 高橋正夫         | 1997年（平成9年）9月  | 6期              |                  |

## 経済

### 産業
古くから林業を産業基盤として一時期は非常に栄えていた町だったが、近年では農業が主体。畑作は小麦・豆類・甜菜(テンサイ)を生産。酪農も広く行われている。稲作は自給的なものが小規模に行われるのみ。第二次産業は木材加工、農産物加工が主。

### 立地企業
- 株式会社明治（旧・明治乳業株式会社） 本別工場
- 電源開発株式会社 本別発電所
- 北海道新聞社本別支局
- 十勝毎日新聞社本別支局
- 王子与志本株式会社本別工場
- ほくでんエコエナジー社（メガソーラー）
- JAG国際エナジー株式会社（メガソーラー）
- 渋谷醸造株式会社
- 有限会社やまぐち醗酵食品

### 組合
- 本別町農業協同組合（JA本別町）
- 本別町森林組合
- 北海道農業共済組合（NOSAI北海道）本別家畜診療所

### 金融機関
- 帯広信用金庫本別支店
- 北洋銀行本別支店

### 郵便局
- 本別郵便局（集配局）
- 仙美里郵便局（集配局）
- 勇足郵便局
- 美里別郵便局
- 銀河線本別駅内簡易郵便局

## 官公署
国の機関
- 法務省
  - 釧路家庭裁判所本別出張所
  - 本別簡易裁判所

道の機関
- 十勝総合振興局保健環境部本別地域保健支所

## 公共機関
警察
- 本別警察署
  - 本署
  - 勇足駐在所
- 十勝機動警察隊高速道路交通警察隊本別分駐所

消防
- とかち広域消防事務組合本別消防署

## 医療
- 本別町国民健康保険病院
- ほんべつ循環器内科クリニック
- 幡医院

## 姉妹都市・提携都市

### 海外
- 姉妹都市
  -  ミッチェル市（オーストラリア)

- 友好都市
  - 小松島市（徳島県）

## 教育
- 高等学校
  - 本別高等学校（道立）
- 中学校
  - 本別、勇足
- 小学校
  - 本別中央、勇足、仙美里
- 専修学校
  - 北海道立農業大学校

## 交通

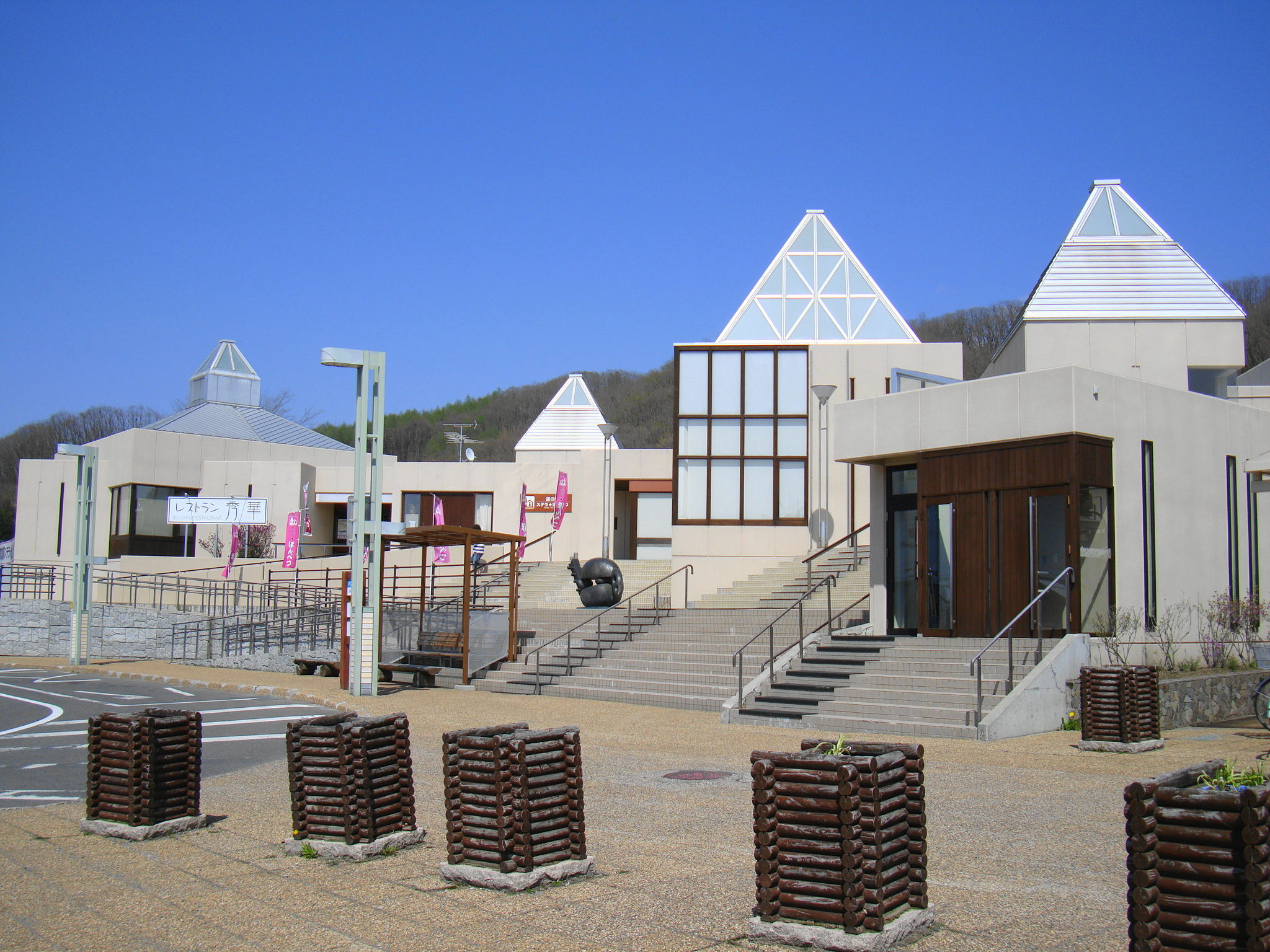
道の駅ステラ★ほんべつ（旧本別駅）

### 空港
- 釧路空港（釧路市）空港まで車で40分

連絡バスで60分（本別岡女堂前乗り場）（2023年3月26日より運行休止）。

### 鉄道
町内に鉄道路線は通っていない。鉄道を利用する場合の最寄り駅は、JR北海道根室本線池田駅。

#### 廃止された鉄道
北海道ちほく高原鉄道
- ふるさと銀河線（2006年4月21日廃止）：勇足駅 - 南本別駅 - 岡女堂駅 - 本別駅 - 仙美里駅

### バス
- 十勝バス（本別案内所を設置[7]） - 池田町・幕別町・帯広市方面、足寄町・陸別町方面（ふるさと銀河線廃止代替バス）
- 北海道拓殖バス - 釧路空港方面「スイーツライナー」[8][9][10]
- 網走観光交通 - 阿寒湖温泉方面「まりもエクスプレス帯広号」[11]
- 本別・浦幌生活維持路線バス - 浦幌町方面
  - 浦幌町北部の留真地区への路線バスが十勝バスによって運行されていたが、2011年（平成23年）7月1日付で廃止された。これを受けて本別 - 留真 - 浦幌駅間を十勝バスと重複しない時間帯・曜日で運行していた予約制乗合タクシーが運行時間・曜日を拡大して代替する[12]。
- 本別町コミュニティバス「太陽の丘循環バス」 - 市街地循環線[13]

### 道路
- 高速道路
  - 道東自動車道 (12)本別JCT-(13)本別IC
- バイパス
  - なし
- 一般国道
  - 国道242号
  - 国道274号
  - 国道392号
- 都道府県道
  - 北海道道88号本別留辺蘂線（主要道道）
  - 北海道道134号本別士幌線（主要道道）
  - 北海道道236号勇足池田線
  - 北海道道499号勇足本別停車場線
  - 北海道道658号本別本別停車場線
  - 北海道道659号勇足停車場線
  - 北海道道660号居辺本別線 
  - 北海道道770号美里別本別停車場線
  - 北海道道1154号本別インター線

### 道の駅
- ステラ★ほんべつ

## 名所・旧跡・観光スポット・祭事・催事

### 町の文化財
- 立木・かしわ（7本）勇足神社のかしわ林
- 立木・かしわ（1本）上押帯神社立木かしわ
- ヒカリゴケ
- 義経の里本別公園内のマメシジミ個体群と生息地

### 旧跡
- 旧網走線本別川橋梁　－　2016年「旧網走線開業時の鉄道施設群」として土木遺産に選奨[14]。

### レジャー
- アリスト本別ゴルフ倶楽部
- 太陽の丘パークゴルフ場

### 観光
- 義経の里本別公園（キャンプ場・ゴーカート場）
- 本別温泉グランドホテル
- 歴史民俗資料館・旧仙美里駅 -  バロン西ゆかりの資料等を展示
- 大日山密厳寺(北海道三十三観音霊場20番札所)
- 豆屋とかち 岡女堂本家

### イベント
- とうもろこし3万坪迷路が有名だったが、2004年（平成16年）で幕を閉じた。

代わりに、ひまわり迷路を（8月）に行っている。
- きらめきタウンフェスティバル（9月上旬、2日間開催）花火大会あり
- 本別山渓つつじ祭り（5月中旬）
- 夜でかけナイト（6月、7月、9月の第2金曜日）
- 赤不動院柴燈護摩（火渡り行事）（5月28日）
- ラリー北海道（9月）
- ほんべつ ふるさと銀河線 望郷トレイル（10月）
- ほんべつ豆まかナイト（1月下旬）2022年9月「わが村は美しく－北海道」コンクールで最高賞の大賞に選ばれた
- 雪あかりナイト（2月）

なお上記の祭り以外にも、地域の活性化のためにさまざまなイベントが開催されている。

## マスコットキャラクター
- マスコットキャラクターは、豆の「元気くん」である。

## 出身有名人
- 河野義博 - 元スピードスケートオリンピック代表選手。
- 平手則男 - 元スピードスケートオリンピック代表選手。
- 川原正行 - 元スピードスケートオリンピック代表選手。
- 野崎千春 - 元スピードスケートオリンピック代表選手。
- 野崎貴裕 - 元スピードスケートオリンピック代表選手。
- 北勝若大智 - 力士。大会などでの活躍が認められ、15歳で八角部屋（八角親方）に入門した。
- 伊藤伸 - 構想日本総括ディレクター・元内閣府行政刷新会議事務局参事官
- 沢井トメノ - アイヌ文化伝承者。アイヌ語やアイヌ文化について深い知識を有し、後進に伝えるとともに、数々の研究者に協力した。
- 多賀新 - 芸術家。

## 関係の深い人
- バロン西（西 竹一） - 旧陸軍大佐・ロサンゼルス五輪馬術競技金メダリスト。歴史民俗資料館に愛馬ウラヌス号の鬣が保管されており、旧仙美里駅にパネル等が展示されている。
- 砂澤ビッキ - 彫刻家。1947年に町内の北海道立農業講習所（現北海道立農業大学校）に入学。1948年同校を修了し父が開拓した神居村上雨紛で農業に従事した。
- 吉川静夫 - 作詞家。かつて美蘭別で小学校教諭をしていた縁から、本別高校の校歌や『本別町歌』『本別小唄』を作詞。